# Monomorium tablense
Monomorium tablense är en myrart som beskrevs av Santschi 1932. Monomorium tablense ingår i släktet Monomorium och familjen myror. Inga underarter finns listade i Catalogue of Life.